# 印第安戰斧

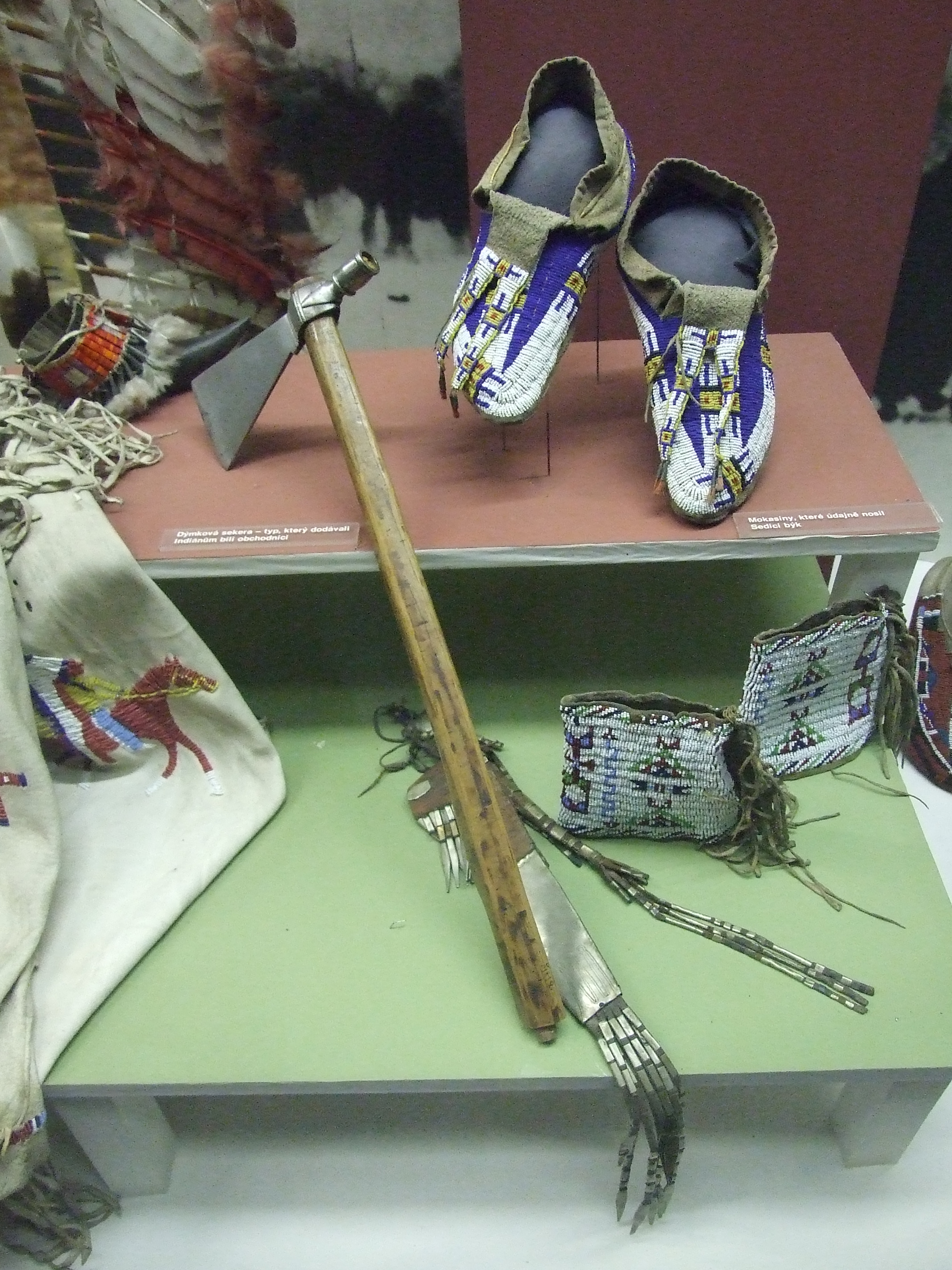
原始的印第安戰斧

印第安戰斧（英語：tomahawk）是一種原產於美洲的斧，傳統的戰斧與直柄的短柄小斧類似。在17世紀時， 印第安戰斧的英語譯名源於波瓦坦（維珍尼亞州的東阿爾基戈語）文字。
印第安戰斧是美洲原住民常用的工具，與歐洲殖民者一樣，他們將印第安戰斧作為近戰或投擲式武器，與非洲的拿札柏扎普很相似。印第安戰斧的上端最初是石製的，後來英國皇家海軍的登艦斧（Boarding axe）隨以物易物傳入，影響了印第安戰斧的設計，也開始出現鐵製和黃銅製的上端。

## 結構

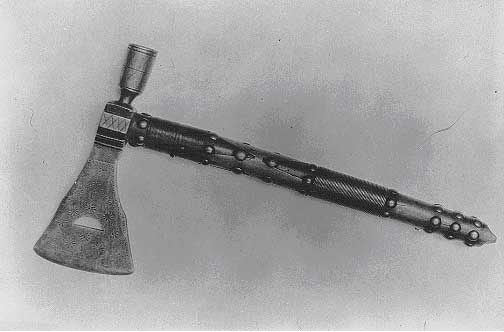
源於19世紀的煙斗形印第安戰斧

印第安戰斧手柄長度通常都不會超過0.61米，傳統上以山胡桃木、梣木或槭木製造。印第安戰斧的重量約在260-570克，斧鋒通常不會長過4英寸。印第安戰斧可以是錘形的、尖銳的或球形的。石製印第安戰斧的上端通常以磨光的塊滑石所製的，在印第安人的儀式上則會用華麗雕飾過的印第安戰斧。這些印第安戰斧的上端中通常都刻有煙碗，以中空手柄來吸食煙草。金屬製印第安戰斧亦有相類似的情況。煙斗形印第安戰斧是北美洲特有的手工製品，過去經常作為與歐洲人交換的外交禮物。當印第安人面對歐洲人時，便會以印第安戰斧來展示力量，印第安戰斧的兩端分別是和平的煙斗，以及戰爭的斧頭。
在法國殖民地，有一種非常不同設計的印第安戰斧，那種戰斧與古時的弗朗奇斯卡很接近，由法國殖民者和當地土著所使用。在18世紀後期，英國軍隊在美國獨立戰爭時將印第安戰斧發配給殖民地正規兵作為武器和工具。

## 現代用途

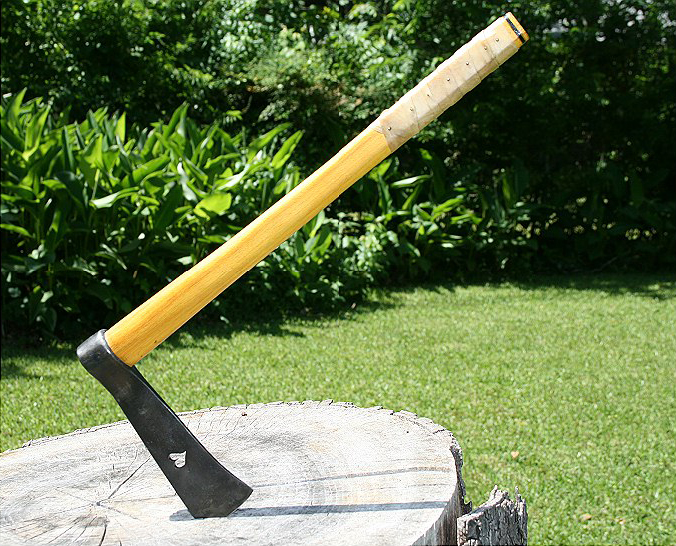
傳統形式的印第安戰斧

投擲印第安戰斧是一項大眾運動，有些新式武術自殖民地時代便開始設法讓印第安戰斧成為流行的對打技巧。印第安戰斧也是扔刀競賽的其中一個範疇。時至今日，手鑄印第安戰斧的工匠已經遍布整個美國。
2001年初，美國印第安戰斧公司與訂製刀具製造商歐內斯特·埃默森的埃默森刀具（Ernest Emerson）合作推出了「越南印第安戰斧」（Vietnam Tomahawk），使印第安戰斧重新獲得重視。現代印第安戰斧由彼得·拉加納（Peter LaGana）設計，手柄是木製的，有點像短柄小斧，並配上皮護套，在越南戰爭時被美軍所採用，並稱為「越南印第安戰斧」（Vietnam Tomahawk）。
冷鋼在現今亦由生產類似的木製手柄「越南印第安戰斧」。後來，美國印第安戰斧公司將印第安戰斧設計成人造手柄，並取命為越南作戰用印第安戰斧（Vietnam Tactical Tomahawk，簡稱VTAC），並由費夏曼刀具（Fehrman Knives）大量製造。SOG刀具公司亦投入這領域，生產另一版本的越南印第安戰斧—融合戰術越南印第安戰斧（Fusion Tactical Tomahawk）。原本的越南印第安戰斧變得珍稀和昂貴。
現代印第安戰斧大多打造而成，有別於冶煉的合成鋼。不同的熱度處理使斧鋒和尖端位置比兩者中間的部分硬度更強，導致防震力度更強。

### 軍事應用

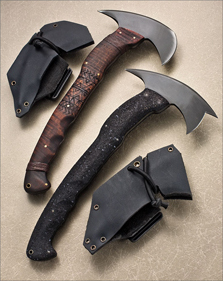
R&D印第安戰斧

美國印第安戰斧公司的越南作戰用印第安戰斧（Vietnam Tactical Tomahawk，簡稱VTAC），現正被美軍在阿富汗的史崔克裝甲車團所使用，包括在溫賴特堡的第172史崔克戰鬥旅、劉易斯堡外圍的第二步兵師及第三旅、第116步兵旅戰鬥隊2-183d CAV的偵察排和其他大量士兵。越南作戰用印第安戰斧的國家手柄號碼（4210-01-518-7244），這戰斧獲一個叫快速菲爾丁的程式提議將它歸類為第九類營救包（Class 9 rescue kit）。所有史崔克裝甲車都配備越南作戰用印第安戰斧，作為他們的「基準入門工具組合」（Modular Entry Tool set）。這款設計受到位於伊拉克和阿富汗的美軍所喜愛，用來作為工具或近身搏鬥。
三洋-溫克勒刀具2的「R&D印第安戰斧」由ABS的丹尼爾·溫克勒研發，而三洋作戰組印第安戰斧指導員拉菲爾·卡亞娜則將它設計成適合現代使用。
據軍事行動後的報告，除了近距離作戰外，現代的印第安戰斧的用途包括：非爆炸性進入、清除障礙、打破條板箱、弄破油鼓、挖掘陣地、自我防衛和移除簡易爆炸裝置。

## 外部連結
- RMJ Tactical （页面存档备份，存于）